# Lokalisierung (Physik)
Lokalisierung bedeutet im Bereich der kondensierten Materie, dass die Amplitude einer Welle nicht homogen im gesamten Raum ist, sondern sich auf eine Position konzentriert. An dieser Position hat die Amplitude ein Maximum, mit steigender Entfernung von dieser Position fällt sie exponentiell ab. Dieses Verhalten findet sich in ungeordneten Systemen, etwa in amorphen Materialien.

## Erklärung
Die Ursache für Lokalisierung ist die konstruktive Interferenz von Wellen, die in ungeordneten Systemen mehrfach gestreut werden. In einem geordneten System sind die Streuzentren periodisch angeordnet. Deshalb kann man die Welle als eine Bloch-Funktion beschreiben, d. h. als eine ebene Welle mit einer periodisch variierenden Amplitude. Eine ebene Welle ist räumlich homogen ausgedehnt und besitzt keine bevorzugten Aufenthaltsorte. In einem ungeordneten System jedoch ist ein solcher Bloch-Ansatz aufgrund der fehlenden Periodizität nicht sinnvoll. Im Gegenteil: nimmt man an, dass sich eine Welle von einem bestimmten Punkt A aus im Raum ausbreitet, so ergibt sich, dass sie an den nicht-periodisch angeordneten Streuzentren in eine beliebige Richtung gestreut wird. Durch die wiederholte Streuung an anderen Streuzentren kann es nun zur Ausbildung von geschlossenen Bahnen kommen, so dass die gestreute Welle wieder an ihrem Ausgangspunkt A ankommt. Wellen können dabei diese geschlossene Bahn in entgegengesetztem Umlaufsinn durchlaufen. Dabei erfahren sie jeweils dieselbe Änderung ihrer Phase, wodurch sie im Punkt A miteinander konstruktiv interferieren können. Diese konstruktive Interferenz führt zu einer erhöhten Wahrscheinlichkeit, dass Wellen zum Punkt A zurückkehren, anstatt von ihm fort zu propagieren. Erhöhen der Unordnung führt dabei zu einer höheren Dichte der Streuzentren, so dass die Wahrscheinlichkeit für die Ausbreitung der Wellen auf solchen geschlossenen Bahnen immer größer wird, wodurch sich die Leitfähigkeit vermindert. Ab einer bestimmten Unordnungsstärke {\displaystyle W_{C}} können sich die Wellen nur noch auf solchen Bahnen bewegen, d. h., alle Zustände sind lokalisiert und die Leitfähigkeit bei ganz tiefen Temperaturen ist null, im Gegensatz zum gewöhnlichen metallischen Verhalten. Da in diesem Fall die Amplitude der Wellen um einen bestimmten Punkt im Raum konzentriert ist, spricht man von Lokalisierung. Wie oben erwähnt ergibt sich, dass die Wellen keinen räumlich ausgedehnten Charakter besitzen, sondern an einer Position eine maximale Amplitude haben. Mit steigender Entfernung von dieser Position sinkt die Amplitude immer weiter ab.
Diese vollständige Lokalisierung erst ab einer bestimmten Unordnungsstärke {\displaystyle W_{C}} findet man nur in dreidimensionalen ungeordneten Systemen, wo man das Phänomen als Anderson-Lokalisierung bezeichnet, während in ein- und zweidimensionalen Systemen stets alle Zustände lokalisiert sind, auch bei ganz schwacher Unordnung. Ferner hängt die kritische Unordnungsstärke {\displaystyle W_{C}} von der Frequenz ab. Das heißt, Wellen mit unterschiedlichen Frequenzen bzw. unterschiedlichen Energiewerten haben unterschiedliche kritische Unordnungen, ab denen sie lokalisiert sind. Dieser Effekt führt zur Ausbildung von sogenannten Mobilitätskanten (engl. mobility edges). Die außerhalb  dieser charakteristischen Energien gelegenen Zustände der für die elektrische Leitfähigkeit zuständigen mehr oder minder breiten sog. „Energiebänder“ sind lokalisiert, während die innerhalb  gelegenen Zustände „ausgedehnt“ sind. Mit zunehmender Unordnung wird dieser Bereich immer schmaler, bis er schließlich bei {\displaystyle W_{C}} ganz verschwindet.
Lokalisierung aufgrund von Unordnung kann nur dann erfolgen, wenn die Wellen innerhalb ihrer Kohärenzlänge {\displaystyle l} gestreut werden ({\displaystyle l} wird auch als freie Weglänge bezeichnet). Mit der Wellenlänge der Elektronen, {\displaystyle \lambda \,,} ergibt sich {\displaystyle 2\pi \,l_{\,{\text{Ioffe-Regel}}}\,\equiv \,\lambda \,}  (bei schwacher Streuung wäre dagegen {\displaystyle l\gg \lambda \,}). Die angegebene Identität definiert das sog. Ioffe-Regel-Kriterium, das besagt, dass in einem stark streuenden Medium eine Welle bei der Streuung mindestens eine Oszillation vollständig ausführen muss. (Durch die Verwendung der Größe {\displaystyle l} und durch das (phänomenologische!) Bild der festen Elektronenwellenlänge statt einer Superposition verschiedener Wellen ist die angegebene Bedingung nur von begrenztem Wert bei einer mathematisch-sauberen Theorie der behandelten Phänomene.)
In einer vertieften Darstellung (s. u.) werden die Phänomene analog zur Theorie der Phasenübergänge und kritischenPhänomene mit sog. Skalenkonzepten behandelt.

## Mathematik (Punktspektrum vs. Kontinuierliches Spektrum)
Die Elektronen bilden in den genannten Systemen – sowohl bei ebenen Wellen als auch bei den lokalisierten Eigenfunktionen – ein dichtes System von Zuständen mit einem Spektrum von sog. „uneigentlichen“ (d. h. nicht quadratintegrierbaren) oder „eigentlichen“ (d. h. quadratintegrierbaren) Eigenfunktionen, das bei gewöhnlichem Verhalten kontinuierlich ist (sog. kontinuierliches Spektrum, uneigentliche Eigenfunktionen). Aus den uneigentlichen Eigenfunktionen muss man, da sie nicht quadratintegrierbar sind, wie üblich durch Überlagerung quadratintegrierbare Wellenpakete bilden. Im Lokalisierungsfall handelt es sich dagegen um ein Punktspektrum, d. h. die Eigenfunktionen sind von vornherein quadratintegrierbar.

## Skalenkonzepte (Lokalisierungslänge)
Mit dem Begriff der Lokalisierung der Wellenfunktionen hängt sehr eng das Problem der elektrischen Leitfähigkeit des Systems zusammen:
Es kommt hierbei ganz wesentlich darauf an, ob eine erste charakteristische Energie der Ladungsträger, die sog. Fermi-Energie {\displaystyle E_{F}\,,} im Bereich der leitenden (d. h. der kontinuierlichen oder delokalisierten) Zustände des Systems liegt oder aber im Bereich der lokalisierten Zustände. Gewöhnlich, d. h. bei schwacher Unordnung, ist ersteres der Fall; dann ist also die freie Weglänge l sehr groß gegenüber der Wellenlänge {\displaystyle \lambda } der Ladungsträger. Ferner ist l umgekehrt proportional zur Ladungsträgerkonzentration, nimmt also mit zunehmender Unordnung ab. D. h. eine zweite charakteristische Energie des Systems, die sog. Lokalisierungskante {\displaystyle E_{c}\,,} liegt also bei schwacher Unordnung beispielsweise unterhalb von {\displaystyle E_{F}}, bei sehr starker Unordnung dagegen oberhalb. Im letztgenannten Fall sind also die Zustände „lokalisiert“; d. h. die Wellenfunktion {\displaystyle \psi } nimmt mit zunehmendem Abstand r vom Lokalisierungszentrum ab, beispielsweise nach dem Gesetz {\displaystyle |\psi |\,\sim \exp(-r/\xi )\,,} also exponentiell auf der Skala einer sog. Lokalisierungslänge {\displaystyle \xi .} Diese divergiert bei Annäherung von Fermi-Energie und Lokalisierungskante, und zwar mit einem sog. kritischen Exponenten {\displaystyle \nu \,,} also nach dem Gesetz {\displaystyle \xi \sim |E_{F}-E_{c}|^{-\nu }.} Der genaue Wert von {\displaystyle \nu } ist weniger interessant, verglichen mit der Tatsache, dass er universell ist, also für ganz verschiedene dreidimensionale Systeme stets denselben Wert hat.
Darüber hinaus ist der Begriff der Lokalisierungslänge selbst natürlich sehr anschaulich.
Im leitenden Bereich hat man ebenfalls eine charakteristische Länge, die zwar weniger anschaulich definiert ist, aber ebenfalls mit {\displaystyle \xi } bezeichnet wird und für die ebenfalls derselbe kritische Exponent {\displaystyle \nu } gilt. Jetzt ist {\displaystyle \xi } über die Leitfähigkeit {\displaystyle \sigma } definiert, und zwar durch den Ansatz {\displaystyle \sigma \sim 1/\xi \,,} wobei der Vorfaktor durch Naturkonstanten ausgedrückt werden kann. Erneut gilt {\displaystyle \xi \sim |E_{F}-E_{c}|^{-\nu }\,,} aber jetzt ist beispielsweise nicht mehr {\displaystyle E_{F}\,<\,E_{c}\,} (lokalisierte Zustände), sondern es gilt {\displaystyle E_{F}\,>\,E_{c}\,} („ausgedehnte“ Zustände).

## Elektronenlokalisierung
Die Idee der Lokalisierung von Elektronen in ungeordneten Halbleitern wurde erstmals von dem amerikanischen Physiker Philip Warren Anderson behandelt. Er fand, dass sich Elektronen in solchen Systemen nicht frei bewegen können, wodurch ein leitendes Material zu einem Isolator wird.

### Anderson- vs. Mott’scher Metall-Isolator-Übergang
Von dem hier besprochenen, durch „Unordnung“ induzierten Anderson’schen Metall-Isolator-Übergang, einem Einteilcheneffekt, ist der sog. Mott’sche Metall-Isolator-Übergang (benannt nach Sir Nevill Mott) zu unterscheiden. Hier handelt sich um einen Vielteilcheneffekt; und zwar kommt im Mott’schen Fall die Lokalisierung der Ladungsträger ohne jede Unordnung allein durch eine besonders starke gegenseitige Abstoßung der Ladungsträger zustande. Skalierungseffekte spielen hierbei keine Rolle, da der Phasenübergang jetzt unstetig ist.

## Lichtlokalisierung
Der Physiker Sajeev John diskutierte in einer bedeutenden Arbeit die Idee, Licht in besonderen Strukturen zu lokalisieren. Ähnlich wie für Elektronen in Halbleitern lässt sich in solchen Systemen erreichen, dass sich Licht nicht mehr ausbreiten kann, sondern vielmehr an einzelne Positionen gebunden ist. Dieses wurde von einer Gruppe um D. S. Wiersma experimentell nachgewiesen.